# Linus Wittich
Linus Wittich (* 16. März 1929 in Lützenhardt; † 19. August 1985 in Ulm) war ein deutscher Verleger und Gründer der Verlagsgruppe Linus Wittich Medien mit Sitz in Höhr-Grenzhausen.

## Leben
Linus Wittich wuchs auf dem Land auf, im Dorf Betra in der Nähe von Horb am Neckar. Er besuchte die Schule in Ravensburg und absolvierte anschließend eine kaufmännische Lehre bei der Firma Nothelfer & Söhne. Mit 19 Jahren wechselte er nach Offenburg zum A&O Lebensmittel-Großhandel und später nach Düsseldorf, wo er als Substitut bei Kaufhof arbeitete. In Lützenhardt im Schwarzwald eröffnete er ein Lebensmittelgeschäft unter dem Namen „Feinkost Wittich“. Außerdem eröffnete er die „Lino-Milchbar“. Um dafür Werbung zu machen, besorgte er sich eine gebrauchte Druckmaschine für Werbezettel. Daraus entstand ein Werbeblatt für Lützenhardt. In Lützenhardt lernte er seine Frau Edith kennen, die dort zur Kur war. 
Auf den jungen Unternehmer wurde der Verleger Günter Lütze aus Reutlingen aufmerksam. Lütze hatte den Bedarf für Amts- und Mitteilungsblätter erkannt und vergab für sein Verlagskonzept unter der Bezeichnung „PRIMO-Verlag“ Lizenzen an junge Unternehmer, darunter an Wittich. Er begann mit Lützes Lizenzkonzept seine verlegerische Karriere in Bendorf bei Koblenz. Unter der Bezeichnung „PRIMO-Verlag“ starteten zu diesem Zeitpunkt viele junge Verleger; noch heute gibt es einige Mitteilungsblatt-Verlage, die diesen Namen beibehielten. Zunächst genügten angemietete Räume für die kleine Druckerei mit Satz. Knapp zehn Mitarbeiter, darunter viele Aushilfen, arbeiteten in dem aufstrebenden Unternehmen. 1968 war die Zeit reif für einen Neubau in der Nachbargemeinde Weitersburg. Mit den Jahren platzte der Betrieb auch hier aus allen Nähten. 1977 wurde in Höhr-Grenzhausen das neue große Verlags- und Druckhaus eröffnet. 
Die Tendenz, amtliche Mitteilungen durch „Mitteilungsblätter“ an den Bürger heranzutragen, begann sich in allen Bundesländern durchzusetzen, da die bisherige Art in Deutschland, amtliche Bekanntmachungen durch Aushang in den bekannten „Schwarzen Kästen“ in Dörfern und Städten den Bürgern nahezubringen, genügte der Rechtsprechung nicht mehr. Wittich dehnte seine Aktivitäten nach und nach auf fast alle Bundesländer in Deutschland aus. Den Fall der Mauer und damit die Ausweitung des Verbreitungsgebiets seiner Mitteilungsblätter in die neuen Bundesländer erlebte Wittich nicht mehr. Bei der Erweiterung der Aktivitäten in Bayern und dem Aufbau eines neuen Verlages in Schrobenhausen erlitt er einen Herzinfarkt und starb am 19. August 1985.
Das Unternehmen wird seit seinem Tod von seiner Witwe und den Kindern weitergeführt.